# Roger Hunt
Roger Hunt, född 20 juli 1938 i Glazebury i Cheshire, död 27 september 2021, var en engelsk fotbollsspelare.
Hunt gjorde debut för Liverpool FC 1959 och kom att göra 285 mål till och med 1969, då han lämnade klubben för Bolton Wanderers. Endast Ian Rush har gjort fler mål för Liverpool. Hunt blev Liverpools bäste målskytt när man vann ligan 1964 och 1966, och han gjorde första målet när Liverpool besegrade Leeds United med 2–1 i FA-cupfinalen 1965.
Hunt spelade 34 landskamper och gjorde 18 mål för England. Han spelade samtliga sex matcher när England vann VM på hemmaplan 1966 och gjorde där tre mål i gruppspelet.